# 2608 Seneca
2608 Seneca је Амор астероид. Приближан пречник астероида је 0,9 ,
а средња удаљеност астероида од Сунца износи 2,503 астрономских јединица (АЈ).
Инклинација (нагиб) орбите у односу на раван еклиптике је 14,991 степени, а орбитални период износи 1446,966 дана (3,961 године). Ексцентрицитет орбите астероида износи 0,576.
Апсолутна магнитуда астероида износи 17,52 а геометријски албедо 0,21.
Астероид је откривен 17. фебруара 1978. године.